# Caloptilia hexameris
Caloptilia hexameris är en fjärilsart som först beskrevs av Edward Meyrick 1921.  Caloptilia hexameris ingår i släktet Caloptilia och familjen styltmalar. Inga underarter finns listade i Catalogue of Life.